# Meštrović-galleriet

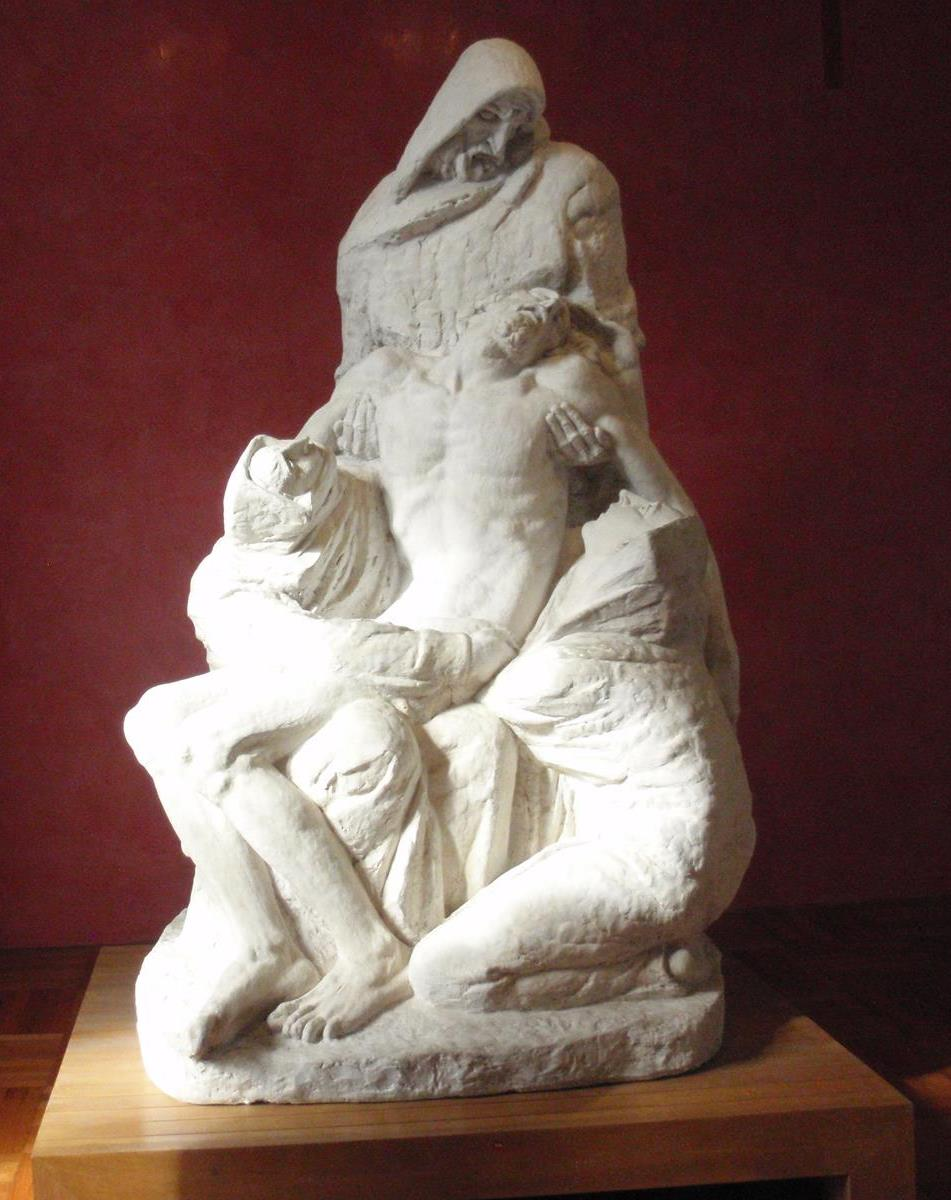
En pietà av Meštrović i galleriet.

Meštrović-galleriet (kroatiska: Galerija Meštrović) är ett konstmuseum i Split i Kroatien. Det etablerades år 1952 och är uppkallat och tillägnat Ivan Meštrović (1883–1962), en av Kroatiens mest framstående skulptörer och arkitekter. Museet är inrymt i en byggnad på adressen Šetalište Ivana Meštrovića 46 i stadsdistriktet Meje, sydväst om Diocletianus palats och stadens stadskärna.  

## Samlingar
I museets samlingar finns bland annat fyra målningar, drygt 192 skulpturer, 583 teckningar och 291 arkitektritningar nästan uteslutande gjorda av Ivan Meštrović åren 1898–1961. Därtill presenteras två möbeluppsättningar.  

## Historik
På 1920-talet köpte Meštrović mark vid höjden Marjans fot för att uppföra ett sommarhus. Byggnaden som ritades av honom själv uppfördes åren 1931–1939. Meštrović bodde i villan från sommaren 1932–1941 då han flyttade från Split till Zagreb. År 1952 donerade han villan, 132 verk och personliga minnessaker till staten vilket låg till grund för det nya Meštrović-galleriet. Galleriets uppdrag är bland annat att skydda, samla, presentera och popularisera Meštrovićs verk och namn.

## Galleri

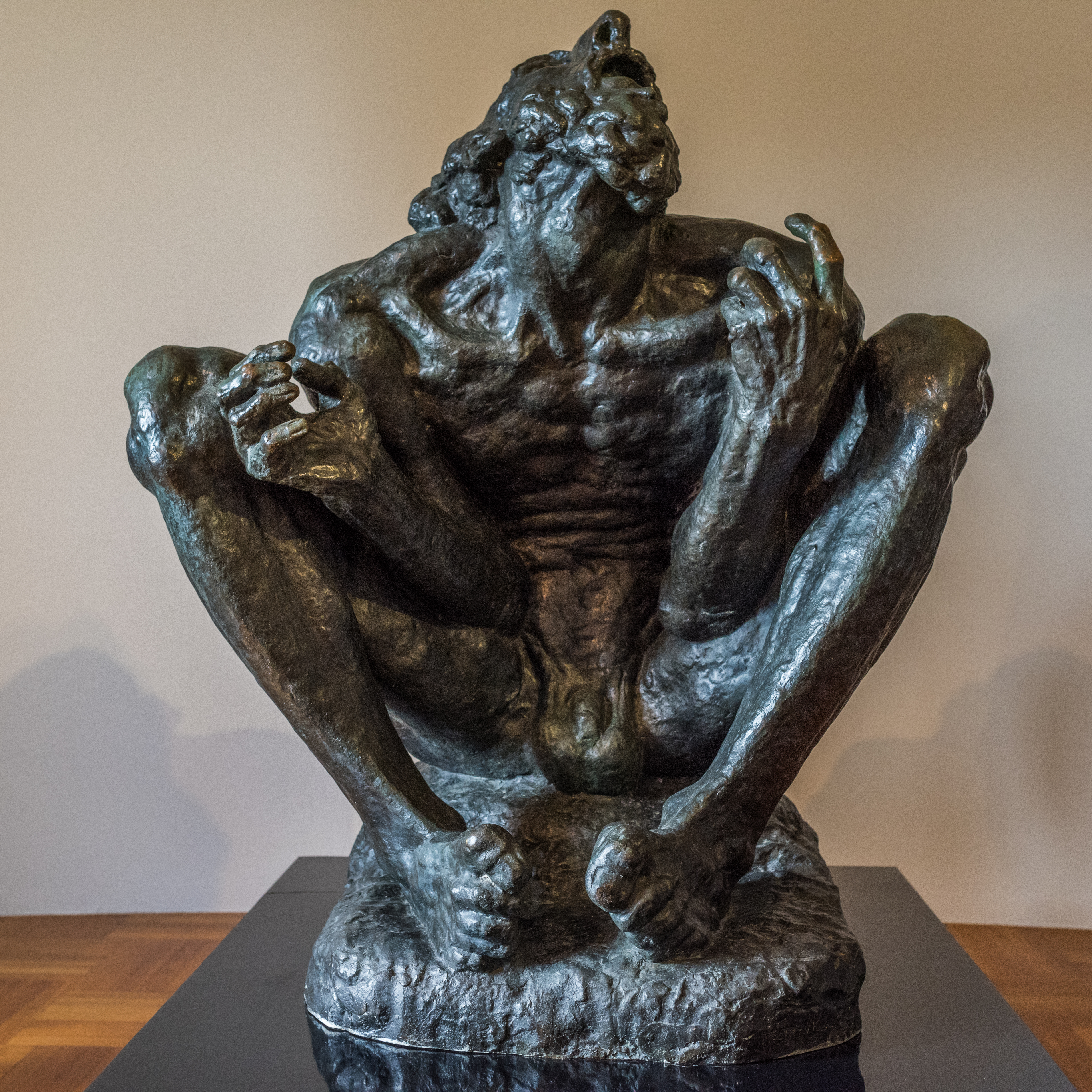
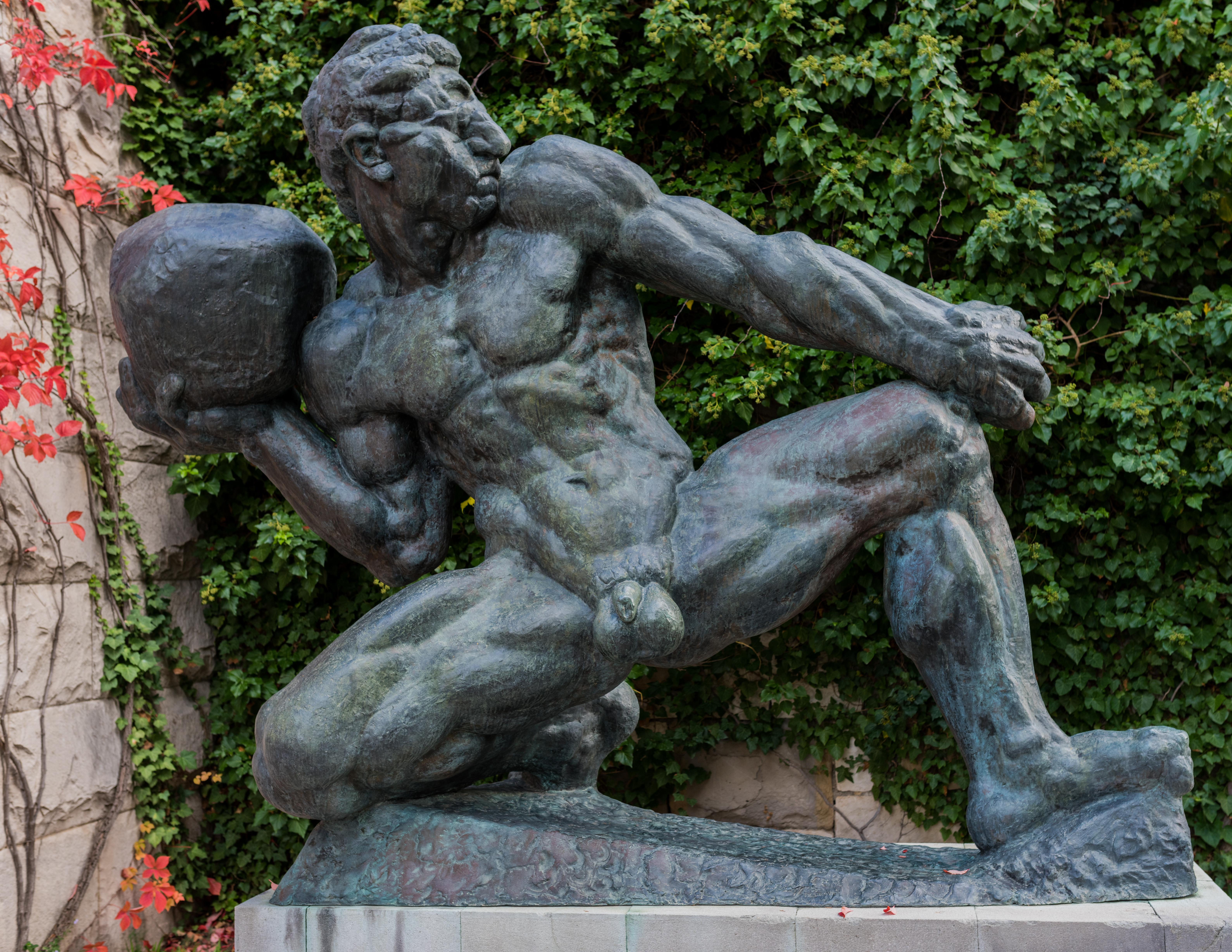